# マーベル フューチャー・アベンジャーズ
『マーベル フューチャー・アベンジャーズ』は、マーベル・コミックの作品である『アベンジャーズ』を題材とした日本のテレビアニメ。日本では2017年7月22日から2018年10月22日までDlifeにて放送された。

## 概要
2014年から2015年にかけてウォルト・ディズニー・ジャパンが製作・放送を行った『ディスク・ウォーズ:アベンジャーズ』（『DW:A』）に続く子供を対象とした日本向けマーベル作品の2作目として２０１７年より展開された。アニメーション制作は『DW:A』での東映アニメーションから過去に「マーベルアニメ（Marvel Anime）」プロジェクト４作品を制作したマッドハウスに変更されている（そのうちの一作『アイアンマン』で監督を担当した佐藤雄三が本作でも同職に就いている）。シリーズ構成は『DW:A』でも同職にあったキング・リュウが担当した。
『DW:A』は地上波テレビ局であるテレビ東京系列での放送が行われたが、本作はディズニーが所有するBS無料局のDlifeにて放送が実施された（同年10月からは地上波独立局・TOKYO MX・ディズニーXDでも放送）。また『スティッチ!』シリーズと『DW:A』は、これまでステレオ放送を実施していたが、今回は英語音声を含むデュアルステレオ放送を実施する（ただし、地上波独立局・TOKYO MXでの放送は、そのままステレオ放送を実施する）。
日本のコミカライズは『コロコロコミック』の系列誌である『別冊コロコロコミックススペシャル』で放送に先駆け、2017年4月号から2018年2月号まで連載されていた。
各エピソードでは主要ストーリー（下記参照）とは別に、しばしばヒーローや一部ヴィランたちの過去や誕生にまつわる秘話が語られる（トニーがアイアンマン以前に武器商人をしていた事や、キャプテン・アメリカとウィンター・ソルジャーの因縁など）。
20年近くディズニーのアジアにおけるビジネスを指揮してきたポール・キャンドランドは、2017年12月末にウォルト・ディズニー アジアのプレジデントを退任し、その後2018年1月24日にウォルト・ディズニー・ジャパンの代表取締役を退任したため、ウォルト・ディズニー・ジャパンの代表取締役には、新しいカントリーマネージャーが就任するまで、ウォルト・ディズニー・ジャパンの現役員、およびウォルト・ディズニー・インターナショナルの法務責任者も務めるピーター・ワイリーが一時的に任命されるため、第26話ではポール・キャンドランドがウォルト・ディズニー アジアのプレジデント、およびウォルト・ディズニー・ジャパンの代表取締役として関わる作品としては本作が最後となる。
2018年7月30日から同年10月22日までシーズン2が放送。前シーズンでは、地上波独立局・TOKYO MXでの放送を除いて、英語音声を含むデュアルステレオ放送を実施していたが、今シーズンでは、『スティッチ!パーフェクト・メモリー』以来、ステレオ放送を実施する。
『スティッチ!』シリーズと『DW:A』のように、本作でも音楽協力はエイベックス・エンタテインメントが担当していたが、2018年6月25日に、日本でのウォルト・ディズニー・レコードレーベルは、ユニバーサルミュージックと新たにライセンス契約を結び、同年10月1日以降音楽ソフトの販売を開始したことから、シーズン2第13話を最後に降板。これがエイベックス・エンタテインメントにおけるウォルト・ディズニー・ジャパンの音楽協力として最後の作品となった。
2019年にはマーベル・コミック本来の世界Earth-616を舞台とした韓国系ヒーローチームの結成を描くミニシリーズコミック『War Of The Realms: New Agents Of Atlas』3号で、アジア系若手ヒーローの一員としてフューチャー・アベンジャーズのアディがカメオ出演した（日本のフューチャー・アベンジャーズ基地からの通信映像として登場）。日本で生み出されたキャラクターが本家コミックスに登場するのはマーベル史上初とされている。

## ストーリー
悪の組織・ヒドラは世界征服の野望を達成するための先兵して、3人の少年少女に遺伝子操作を施し、人工的な超人戦士を生み出すことに成功した。彼らはヒドラに「アベンジャーズは悪のヴィランだ」と教え込まれ、自分たちが正義のヒーローだと思っていたが、真実を知り、ヒドラからの脱走を図る。この過程で仲間の2人アディとクロエは捕えられてしまい、残った1人・マコトは、あえてアベンジャーズのメンバー・アイアンマンの元に飛び込み手を組むことを提案する（実態としては助けを求めた形）。
アベンジャーズはヒドラの拠点である絶海の孤島においてヒドラのボスであるレッド・スカルと交戦、窮地に陥るもマコトの機転もあり、アディとクロエは救出したが、マコトのバディだった少年ヴィラン・ブルーノは行方不明になってしまった。
ひとまず自由の身になった3人だが行く当てのない彼らを放り出すことはできない。アベンジャーズは当面のあいだ彼らを見守ることにした。そして3人も「本当の正義のヒーロー」になろうと決意しアベンジャーズに「弟子入り」。ここにルーキーヒーローチーム「フューチャー・アベンジャーズ」が誕生した。

## 登場人物

### ヒーローサイド

#### フューチャー・アベンジャーズ
アベンジャーズに弟子入りした少年少女たち（以下、一部で「FA」と略記）。当初アベンジャーズはあくまで保護した子供たちとして、ヒーローになりたいというマコトたちを軽視していたが、次第に仲間として認めるようになる。第13・14話から個々のコードネームが与えられたが作戦行動中のみ呼称される。
マコト
声 - 金田アキ
- 必殺技 - エアリアル・アクト
  - 零式・ダブルインパクト - 一式の強力版
  - 一式・インパクト - 竜巻の衝撃波を放つ
  - 二式・センサー - 相手の気配で位置を探る
  - 三式・フロート - 浮かせて落下の衝撃を和らげる
  - 五式・スピード - 高速移動
  - 八式・フライ - 空中移動
  - 十式・バインド - 動きを封じる
  - 十一式・トルネード - 強力な竜巻を起こす
  - 十二式・バースト - 風の爆発
  - 十三式・ハイパーソニック
  - ウインドシールド - 風の楯
  - エメラルドエクスプロージョン - ブルーノとの合体技
  - 真・エメラルドエクスプロージョン - ブルーノの力も併せて放つ
  - デュアル・エメラルドエクスプロージョン - ブルーノとの合体技

東洋の風貌を持つ、直情径行・「オレさま」性格の少年。風の流れを操る能力（エアリアル・アクト）を持つ。地中海付近のある島でヒーロー（実はヴィラン）としてのトレーニングを相棒・ブルーノと共に積んでいたが、アディとクロエに真実を知らされ島を脱走。アイアンマン（トニー）と出会ったことを機にアベンジャーズと共にアディ&クロエと「フューチャー・アベンジャーズ」を結成する。
エアリアル・アクトの他にもヒドラが進めていた謎のプロジェクト「エメラルドレイン計画」の成果が体に秘められており、ピンチに陥ると眼がエメラルドグリーンに光り、能力が一時的にアップするが本人の意思でこれを発動することは（今のところ）できない。パワーを使いすぎるとオーバーヒートを起こす。
第14話から「ハリケーン」のコードネームを与えられる。
クロエ
声 - 木村珠莉
- 必殺技 - カモフラージュ・アクト

欧米風の金髪ツインテール少女。姿形を思い通りに変身できる能力（カモフラージュ・アクト）を持つ。メイン武器はトンファー。変身中に動揺したりするとツインテールが現れて正体がばれてしまうことも。
性格はマコトに負けず劣らず勝気。島を出て1年ヴィラン名「アクトレス」として活動していた。
第15話からキャプテン・マーベルより「シャレード」のコードネームを与えられる。
第2シーズンでは、カマラを助けるために世界安全保障委員会と対立、インヒューマンズと共に月に渡る。
アディ
声 - 田丸篤志
- 必殺技 - テクニカル・アクト

アングロサクソン的な風貌の少年。機械を自在に操れる能力（テクニカル・アクト）を持つ。武器は腕から出すチェーン。能力は直接手を触れる方が効果が高いが、チェーンを絡ませても発揮可能。
性格は2人に比べて穏やかで冷静。島を出て1年クロエと共にヴィラン名「テクノプリースト」として組織の命令で汚い仕事をさせられており、本来ヒドラを抜けた後はどこかで3人静かに暮らそうと思っていた。
第14話から「コーデック」のコードネームを与えられる。
カーンとの決戦ではハルクバスターをテクニカルアクトで操って活躍する。
ブルーノ
声 - 浜添伸也
- 必殺技 - ウイングダガー、デッドリーゲージ、オクトアーム

マコトとコンビを組む超人少年。レッドスカルにあらかじめ真実を教えられえており、その上でヴィランとして忠誠を誓っているが、マコトには黙っていた（忠誠を誓っていたのはある理由から身体の一部が機械化しており、島にある特別な機器で数日に一回のメンテナンスをしないと死んでしまう制約が枷られていたため、そうせざるを得ない事情もあった）。
レッド・スカルが島を爆破した際に爆炎に巻き込まれ生死不明となるが、ナノマシンを取り込み復活する。能力に覚醒してからはマスターズ・オブ・イーブルに身を寄せ、ことあるごとにマコトに対抗意識を見せるようになる。助け出された後は和解しマコトと共闘してカーンと戦う。最終話にてコードネーム「ツイスター」を与えられる。
ヴィスコ
声 - 原優子
トニーが開発したFAメンバー専用のブレスレット型支援ガジェット。戦闘用スーツの生成や索敵などをこなす、フライデーのエコノミー版といったところ。ホログラフイメージはクロエからキモカワ系といわれた緑色のモンスターのような姿をしており、声は可愛らしく設定されている。語尾に「〜カモ」と付く。

#### アベンジャーズ
今や伝説の域にある5人のスーパーヒーローたち。少年たちについて当初ふたたび戦いの場に置かせるのは否定的だったが、彼らの超人能力を正しい方向に導く必要があったことや何よりもマコトの強い意志に引っ張られる形で、「フューチャー・アベンジャーズ」のマスター的な存在となった。
アイアンマン
声 - 花輪英司
- 必殺技 - ユニビーム、リパルサー、アームミサイル、リパルサーブレード

本名「トニー・スターク」。自ら開発した強化アーマーを装着して超人的な力を発揮する。スターク・インターナショナルの社長にして天才発明家。
マコトのことを最初は非力な子供ヴィラン（の卵）くらいに考えていたが、彼の無茶な行動に振り回されつつ、ガッツとヒラメキに光るものを見出している。
- 強化アーマーは常にアップデートされており何十種類も存在する。代表的なものは下記の通り。
  - 遠隔操作タイプ - 第1話に登場。リモコン操作でパーツが飛来し、オートメーションでトニーの身体に装着する。
  - ハルクバスター - 第11話登場。ハルク暴走時用に対処するため極秘で制作していた、大型の防御&パワー特化タイプアーマー。ノーマンの策略により施行されたヒーロー規制法により接収され、ノーマンの正体であるグリーン・ゴブリンに悪用されてしまった。必殺技はガトリングパンチ、バスタークラッシュ。
  - マークI - トニーの過去回想で登場した、強化アーマー初号。
  - ブースターユニット - 超高速飛行用試作ユニット。ザ・リーダーのハッキングにより暴走してしまう。

-   - TAシステム - 対ブラックボルト用の音波を一時的に遮断する新装備。

フライデー
声 - 水沢史絵
トニー・スタークが開発した、スタークのアシスタントAI。通常はスターク・インターナショナル本社ビルの社長室で会社のことやアベンジャーズとしての責務など、様々なことを管理・運営している。
キャプテン・アメリカ
声 - 中谷一博
- 必殺技 - シールドタックル、シールドスロー、シールドブーメラン

本名「スティーブ・ロジャース」。国家レベルの実験の成果によりスーパーパワーを得た。超金属「ヴィブラニウム」で作られた盾の守りは固いが、彼の心の強さには一歩譲る。
1918年生まれ。19歳で軍に志願、超人兵士計画の被験者となる。未だに若々しい肉体を有しているのは超人化の影響に加え、あるミッション遂行中のアクシデントにより、何十年も氷付けとなっていたため。
ソー
声 - 加瀬康之
- 必殺技 - ライトニングストライク、ムジョルニア・スロー

北欧の天界・アスガルド出身の雷神。神話的武器「ムジョルニア」（鎚）を駆使した打撃や投擲、雷撃により敵を殲滅する。本名はソー・オーディンソン。
ハルク
声 - 松田健一郎
- 必殺技 - ハルクスマッシュ

元は優秀な科学者「ブルース・バナー」だったが、実験中の事故により全身緑色の巨人へと変貌を遂げた。見た目は荒々しく怒れば向かうところ敵なしだが、普段は大人として相応の態度もとれる。
暴走の責任を感じ一時はアベンジャーズを脱退しようとしていたが、マコトの説得で思い留まった。
ワスプ
声 - 水橋かおり
- 必殺技 - ワスプスティング

アベンジャーズの一員である女性。ハチのパワーを身に付けており、任意で姿を小さくできる。エネルギー放射攻撃「ワスプスティング」が得意。
シーズン2ではドクター・ハンク・ピムに協力を仰ぎ、巨大化ができるようになる。

#### その他のヒーロー
キャプテン・マーベル
声 - 平田絵里子
- 必殺技 - ブラストパンチ、エネルギー吸収能力、エナジーブラスト

数々の超能力を持つスーパーヒーローウーマン。本名は「キャロル」。マコトたち3人がアベンジャーズ以外で初めて出会ったヒーローでもある。
トニーから彼らが街に出たとき密かに見張りを頼まれ、ついでに彼らのヒーローとしての資質を見るために普通の女性として接する。正体を明かした後は自身の見解をトニーたちに話し「彼らはきっと立派なヒーローになれる」と保証した。
アイアン・フィスト
声 - 四宮豪
- 必殺技 - シャイニングフィスト、スパイラル・シャイニングフィスト

第5話登場。秘境都市クン・ルンにいる鋼の拳を持つヒーロー。武術家の最高位の証。マコトたち3人を修行し力の使い方を導く。
ホークアイ
声 - 勝沼紀義
第9話より登場。弓の名手。基本的には単独で活動しているが、アベンジャーズとは古い付き合いがあり、時折り手を貸す。
ブラック・ウィドウ
声 - 浅野まゆみ
黒いコスチュームを着た赤髪の戦士。ホークアイ同様、アベンジャーズに時折り協力する。
ブラック・パンサー
声 - 大場真人
第10話より登場。アフリカの王国・ワカンダの国王。ワカンダの王は伝統的に「ブラックパンサー」の名を代々特殊な儀式で受け継ぎ僭称するが、当代は自ら作り上げた漆黒のスーツとマスクに身を包み、「王国を守りし黒ヒョウ」そのものとなっている。
当初閉鎖的で自国の問題に手出し無用の立場を取っていたが、ワカンダでだけ産出精製できる超金属・ヴィブラニウムがエメラルドレイン計画に用いられるために流出していることを突き止めたトニーが彼に協力を依頼する。
スパイダーマン
声 - 川田紳司
第12話登場。ニューヨークの親愛なる隣人。愛称スパイディ。年齢はマコトたちに近い若いヒーロー。戦いの中でも軽口は絶やさない。「大いなる力には、大いなる責任が伴う」を胸に、ヒーロー規制法が可決され非難されてもヒーローを続けた。
ファルコン
声 - 江口拓也
- 必殺技 - ファルコンミサイル

第14話登場。翼を持つヒーロー。ブースターユニット暴走を起こしたアイアンマンとマコトを手助けした。
ミズ・マーベル / カマラ・カーン
声 - 鬼頭明里
第15話登場。変身能力と手足が伸びる能力を持つ少女。普通の学生だったがある日、謎のガスを浴びキャプテン・マーベルの姿になったことにより能力に目覚める。以降キャプテン・マーベルの姿で人助けをしていたが、偽物騒動の調査に来たクロエと意気投合し一緒にチームを組む。その後もキャプテン・マーベルの姿で活動していたが「ミズ・マーベル」を名乗りオリジナルの姿になる。
両親（コセフ（声 - 早川毅）、ムニーバ（声 - 竹内恵美子））には秘密にして活動を続けていたが、アリアナと争っていた場面を目撃されてしまい正体を知られ、ミスト能力者として世界安全保障委員会に追われ、インヒューマンズに保護される。
ウィンター・ガード
第16話登場。ロシアで活躍するヒーローチーム。バッキー救出のために要請したものの、バッキーの処遇でキャプテンアメリカと対立する。ブルショフ将軍に謀殺されそうになるがキャプテンアメリカの協力で将軍を打倒する。
レッド・ガーディアン
声 - 三上哲
リーダー。キャプテンアメリカ同様シールドを武器にする。
ダークスター
声 - 斎藤恵理
超能力のごときダークフォースを操る。
クリムゾン・ダイナモ
声 - 稲田徹
赤いパワードスーツを装着。
アーサ・メジャー
声 - 乃村健次
熊獣人。
ドクター・ストレンジ
声 - 増谷康紀
第23話登場。ソーサラースプリームの称号を持つ地球最強の魔術師。アベンジャーズを救うためマコトを6世紀の過去へ飛ばす。

### ヴィラン

#### ヒドラ
レッド・スカル
声 - 清川元夢
- 装備 - アイアンスカル

名前の通り「赤いドクロ」の風貌を持つヴィラン。自らの軍団・ヒドラを率いて世界各地で悪事を働きつつ、「エメラルドレイン計画」なるビッグブロジェクトを進めている（後述するとおり計画は本来マスターズ・オブ・イーブル由来のものだったが、資金力にものを言わせて計画の成果を独占しようと目論んでいた）。
配下の者に命じてマコトたちを超人兵士として作りヒーローと信じ込ませていたが、真実が露見した途端にアディとクロエを拉致、救出に来たマコトを「B級ヴィラン」と蔑む。しかし彼の発想からアイアンマンがアディたちの拘束を解き放ち倒されたが、今回の一件の様々な秘密がアベンジャーズに知られるのを恐れ、島の爆破まで行う。その後に身柄を確保され、現在はラフト刑務所に厳重に拘禁されている。

#### マスターズ・オブ・イーブル
ヒドラとは別のヴィラン集団。元々エメラルドレイン計画は彼らが立案したものであり、ヒドラは言わばスポンサー兼共同遂行の間柄だった。レッド・スカル拘禁後は独自に計画を進めている。
ザ・リーダー　
声 - 佐々木義人
- 必殺技 - サイオニックインフレーション

マスターズ・オブ・イーブルのブレイン。
アレス
声 - 岩崎征実
- 必殺技 - アックスボンバー、ウォリアーズレイジ

オリンポスの神ゼウスの息子である戦いの神。追い詰められエメラルドクリスタルを使うが拘束される。
エンチャントレス
声 - 米丸歩
- 必殺技 - ダークネススピアー、ヘルフレイムドラゴン

邪悪な魔女。ソーとは因縁がある。追い詰められエメラルドクリスタルを使うが拘束される。
ロキ
声 - 武藤正史
第19話登場。ソーの弟。王の座を狙い謀反を起こし（エンチャントレスに操られて起こした冤罪との主張）アスガルドで投獄されていたが、ソーを助けるという名目で（拘束具を付けられた上で）牢から出される。
ソーとの仲は険悪で、何度となく敵対していたためアベンジャーズとの信頼は皆無。アベンジャーズの手助けをしソーと和解しようとしたのも、ソーの雷神の力を手に入れるためであった。雷神の力でエメラルドクリスタルを手に入れ、今度はマスターズ・オブ・イーブルを裏切ろうとしたが、カーンに返り討ちにされる。その後は投獄されるもマコトたちを助けるために命を懸けてカーンに歯向かった。
征服者カーン
声 - 斎藤次郎
第21話登場。ザ・リーダーを使いエメラルドレイン計画を首謀した黒幕。エメラルドクリスタルで人類を自分の兵士にすることを宣言し、巨大な姿を現す。巨大な姿は実体のある幻影で、本体はスローンにいる。アベンジャーズを過去の世界へと飛ばした。
西暦3000年の未来の地球を征服し完全に掌握、宇宙にまで進出するが宇宙種族に阻まれ、宇宙種族のパワーであるテリジェンクリスタルを複製するための未来では枯渇していたヴィブラニウムを確保するために過去へやってきた。

#### AIM
AIM（エイム）。正式名称『アドバンド・アイディア・メカニクス』。モードックを首領とするマッドサイエンティストの組織。
モードック
声 - 伊丸岡篤
- 必殺技 - モードックミサイル

肥大化した頭部を持つAIMの首領。シーズン2第6話が初登場だが、それ以前よりアベンジャーズと因縁がある。ミスト能力者を拉致し、さらにスーパーアダプトイドを投入しアベンジャーズを苦しめる。
スーパーアダプトイド
シーズン2第7、8話登場。AIM開発のアンドロイド、相手の能力をコピーすることができる。モードックによってアベンジャーズを罠に嵌め、ミスト能力者やアベンジャーズたちの能力さえコピーしてしまう。
ソーのムジョルニア、アイアンマンのユニビーム、キャプテンアメリカのシールド、ワスプの飛行能力と技、ハルクのパワーまでもコピーし、さらにもう1体出現させたが、エメラルドエクスプロージョンをコピーしたことで制御できず大破した。モードックは能力をコピーした量産機をさらに仕向けるが、突如乱入したブラックボルトによって全機大破した。

#### その他のヴィラン
ウィンター・ソルジャー
声 - 菅原雅芳
素顔を包帯とサングラスで隠す、謎のスナイパーヴィラン。かつてはロシアで汚れ仕事専用のエージェントをしていた。今は何らかの存在からの依頼により、時折りアベンジャーズの行動を阻止するため暗躍する。それとは別にキャプテン・アメリカを「俺の獲物」として強い執着を示す。
第8話でキャプテンアメリカは素顔を見て「バッキー・バーンズ」であることを知る。記録ではバッキーは1945年に死亡。
洗脳が解けアーニム・ゾラの再洗脳から救出された後、ウィンター・ガードに投降しロシア議会より無期限冷凍睡眠刑を受けそうになるが、ウィンター・ガードの気転で刑は逃れ、キャプテン・アメリカの元からも去る。
アイアンモンガー / エゼキエル・ステイン
声 - 阿座上洋平（エゼキエル）、四宮豪（アイアンモンガー）
第6話登場。オバディア・ステインが開発した強化スーツ。オバティア自身は罪を暴かれ収監されているが、そのことでトニーに恨みを持つ息子であるエゼキエル・ステインが新型アイアンモンガー・テクノアーマーで挑む。
クロスボーンズ
声 = 小原雅人
第7話登場。元ヒドラのヴィラン。ガトリング砲を武器に持つ。デッドプールを唆しアイアンマンアーマー最新バージョンの設計図をアベンジャーズタワーから盗ませようとさせる（この企みはアベンジャーズにバレたあと、成敗されて頓挫した）。
クロウ
声 - 武虎
第10話登場。先代ワカンダ国王にして当代ブラック・パンサーの父を亡き者にした宿敵ヴィラン。片方の二の腕はある事情により失われているが、自ら作った特殊な音波発生器を備え付けており、かえって戦闘能力を向上させている。
本職はいわゆる「死の商人」で、ヴィブラニウムを密かにワカンダから盗み出し、マスターズ・オブ・イーブルに売りつけようとしている。
グリーン・ゴブリン
声 - 家中宏
スパイダーマンの宿敵。特殊なガスでハルクを暴走させる。
第11話登場。表の顔はニューヨークの実業家「ノーマン・オズボーン」。慈善事業の寄付もしている人格者として知られている。ハルクの暴走を期にスーパーヒーロー規制法案を提唱する。アディとクロエ、スパイダーマンの気転で正体が公に晒されると、ハルクバスターを持ち出して無差別破壊を始めた。事件終結後、懲役1500年の判決となりラフト刑務所に送られ、法案も廃案となった。
インベンター
声 - 下崎紘史
第15話登場。鳥の頭をした博士。実験の失敗で鳥の姿になってしまい、実験を続けるためワニを操り金や権力を得ようとした。遺伝子操作した巨大ワニを作り出すが暴走させてしまう。
シーズン2第3話では動物を攫い実験台にし、巨大ネズミを生み出す。
アーニム・ゾラ
声 - ボルケーノ太田
第16話登場。かつてはヒドラに所属しレッド・スカルの側近だった科学者男性。現在は袂を分かちロシアの闇組織を支配するボス的なヴィランとなる。過去にある事情で肉体を失い、ロボに精神を移しかえている（胸部に巨大モニタが備え付けられ、人間だった頃の顔が映し出される）。バッキーをウィンターソルジャーに洗脳した人物で、洗脳が解けたバッキーに再調整を施そうとした。
モーガン・ル・フェイ
声 - 佐竹海莉
第23話登場。6世紀アーサー王の時代の魔女。マコトによって封印される。
フッド
声 - 西田雅一
シーズン2第2話登場。ギャング団のボス。闇オークションでアスガルドから流出したノルンストーンを手に入れようとしたが、あえなく撃退される。
バッド・ガールズ・インク
シーズン2第2話登場。『バッド・ガールズ・インク』を名乗る女性ヴィランチーム。
ダイヤモンド・バック
声 - 進藤尚美
ダイヤモンド型のスパイクを武器にする。闇オークションの用心棒に雇われるがクロエにあっさり倒され、クロエに変装される。
ブラックマンバ
声 - 武田華
蛇を使って攻撃する。闇オークションの用心棒に雇われるがブラックウィドウにあっさり倒されコスチュームを奪われる。
アスプ
声 - 甲斐田裕子
- 必殺技 - ヴェノムボルト

麻痺エネルギーを撃ち出せる。闇オークションの用心棒に雇われるがワスプにあっさり倒されコスチュームを奪われる。
ブリザード
声 - 石川英郎
シーズン2第6話登場。氷や吹雪を操るヴィラン。本名ドナルド・ギル。一時AIMに確保されるが脱走しキャプテン・マーベルに捕まる。

### インヒューマンズ
ブラックボルト
声 - 未公開
第26話登場。アベンジャーズを監視していた宇宙種族インヒューマンズの王。その声は凄まじい破壊力を及ぼす。
優しき王としてミスト能力者の救済を行っていたが、マクシマスの罠によりアベンジャーズと敵対することとなったもののマコトとブルーノによって和解する。
メデューサ
声 - 牛田裕子
第26話登場。アベンジャーズを監視していた宇宙種族。長い赤髪を自由に操る。ブラックボルトの代弁者。マクシマスの罠により重傷を負う。
ロックジョー
第26話登場。アベンジャーズを監視していたブルドッグの姿をした宇宙種族。テレポート能力を持つ。
ゴーゴン
声 - 白熊寛嗣
- 必殺技：キネティックショックウェーブ

シーズン2第8話より登場。地割れを起こすほどの強靭な脚力を持つ。
カルナク
声 - 木下浩之
- 必殺技：フェイタルインパクト

シーズン2第8話より登場。緑のフードを被った男性。相手の弱点を瞬時に見抜く。
トライトン
声 - 吉野裕行
シーズン2第8話より登場。半魚人のような姿の槍を持った戦士。
クリスタル
声 - 井口裕香
シーズン2第9話より登場。四大元素の力を操る。アディやカマラと仲良くなりマクシマスが反旗を翻した時に協力する。
マクシマス・ザ・マッド
声 - 高橋広樹
シーズン2第9話より登場。ブラックボルトの弟。催眠術を使い、王位を狙って暗躍する。ブラックボルトの失墜を狙っていたが、アベンジャーズとの和解が判ると一転、ブラックボルトが死んだと偽ってアティランの民を扇動し（ブラックボルトの抹殺を含む）地球侵略を開始する。しかしアディたちの頑張りとブラックボルトの心の声により艦隊は引き返した。それでも自身の部下を地球に降下し戦うがマコトとブルーノに敗北、さらに式典でも襲撃しようとしたがロキに阻まれた。

### その他
ライナー議員
声 - 齋藤響
世界安全保障委員会議員。スーパーヒーロー規制法案には反対していた。
アイアン・レギオン
アベンジャーズタワーに配備されているアイアンマン型の無人警備ロボット。宇宙でも活動が可能で対カーン戦ではファルコンに率いられ宇宙でも戦い、アークリアクターを暴走させ特攻したが失敗する。
デッドプール
声 - 子安武人
赤い全身スーツを着る傭兵超人。平気で第四の壁を無視してスタッフや視聴者に語り掛けたりする。チミチャンガが大好物。アベンチャーズの面々からの信用は全くない。
第7話では、クロスボーンズから依頼（報酬は自分主演の日本で制作したマーベルアニメ）を請けてアベンジャーズタワーに侵入。待機任務中のマコトたちと予期せぬ遭遇をするがフザケ半分で軽くあしらいミッションを易々と成功させる。
自分が超人になった経緯（リンク先参照）とマコトたちのそれが似ていることに少し同情の念を持ったようで、マコトがクロスボーンズに撃たれそうになった時には庇っている。なお報酬のアニメはクロスボーンズが彼をだますために付いた真っ赤な嘘で、それを知ったあとは怒ったり悲しんだり大騒ぎした。最後にトニーとアニメ化の約束をしたが後に再登場する頃には立ち消えになったことが開かされている。
第18話で再登場。ザ・リーダーからマコトの誘拐を（3倍の報酬で）依頼される。あっさり侵入した前回と違いセキュリティの強化でタワーへの侵入に四苦八苦し、マコトに頼んでようやく入れてもらえる。早く出ていかせたいとのマコトの思惑もあり誘拐に成功し、アベンジャーズにも有利な戦いをするが、エメラルドクリスタルを手にしたとたんなぜか悟りを開き性格の反転したグッドプール（命名ワスプ。外見は「ゼンプール」に酷似）になってしまう。
ブルショフ将軍
声 - 天田益男
第17話登場。ロシア軍将校。ヒドラと通じており、ウィンター・ガードを始末しスーパーソルジャー軍団を作ろうとしていた。
オーディン
声 - 佐々木敏
第19話登場。ソーの父であり。全能の神、アスガルドの王。
マーリン
声 - 佐々木省三
第23話登場。6世紀の時代で、アーサー王を導いてきた魔術師。
スリングショット
声 - 原優子
シーズン2第3話登場。ホークアイが拾ったアーマーを着た猫。インベンターに攫われた猫で逃げ出したところをホークアイに拾われる。一緒に面倒を見ることになったアディにアーマーを修理されアイアンマン風に改造、2人と共にインベンターを倒す。
キッド・カイジュウ / カワデ・ケイ
声 - 瀧本富士子
シーズン2第4話より登場。キッド・カイジュウと呼ばれている、怪獣の絵を描きそれを実体化できる少年。宇宙怪獣終結後、トニーから南の島をプレゼントされる。
原典はクロスオーバーイベント『モンスターズ・アンリーシュド』より。
スリジック
キッドが召喚したドラゴン怪獣。体長10.5m、体重22t。得意技は尻尾攻撃、火炎放射。
スクラッグ
声 - 川原慶久
キッドが召喚したカマキリのような姿の昆虫怪獣。体長9.6m、体重20t。鋭い爪とあらゆる攻撃を寄せ付けない全身の棘を持つ。必殺技は口から無数の虫を放出するバグズカーニバル。口調がかなり軽く、アベンジャーズとの仲裁も果たした。
メカラ
声 - 藤田奈央
キッドが召喚したメカニックな女性のような姿のメカ怪獣。体長12m、体重は秘密。得意の武器はブレードソー、ミサイルやレーザーも出せる。
イージス
声 - かぬか光明
キッドが召喚した全身無敵の装甲を誇る格闘怪獣。体長9.6m、体重60t。
ハイ・ヴォ
キッドが召喚した全身が青白く帯電したエネルギー怪獣。体長体重は自由自在。エネルギーを生み出したり、操る能力を持つ。
究極合体怪獣 スマッシャー
5体を合体させた究極合体怪獣。キッドが自ら乗り込み宇宙怪獣と戦った。
宇宙怪獣
シーズン2第5話登場。宇宙から地球に飛来した巨大怪獣。先兵の怪獣5体を取り込み工場プラントを襲うが、アベンジャーズと怪獣たちによって撃退される。
カブーン
声 - 行成とあ
シーズン2第7話登場。本名アリアナ。カマラと同じスクールの生徒で彼女を目の敵にしていたが、謎のミストを浴び電撃を操れるようになる。
フリント
声 - 佐久間元輝
シーズン2登場。地球のミスト能力者の1人で岩のような姿をした男性。一時AIMに捕らわれていた。世界安全保障委員会によるミスト能力者の迫害を受け、アティランに渡る。
原典はサンドマン（フリント・マルコ）に当たる。
ドクター・ハンク・ピム
声 - 増谷康紀
シーズン2第11話登場。ワスプのスーツを開発した初老の研究者。ワスプのスーツに巨大化能力を付与する。

## 用語
アベンジェット
アベンジャーの使用する専用ジェット機。同型の2号機もある。ミサイル搭載。
エメラルドレイン計画
ヒドラのレッドスカルが推し進めていた計画。マコトやブルーノは被験者であり、その成功例となる。
ヴィブラニウムを錬成した「エメラルドクリスタル」で、人の能力を引き出すと共に外部から操れるようになる。
実際は征服者カーンが、人類を宇宙種族に対抗できるスーパーパワーを持った先兵にするための計画。エメラルドレインはテリジェンクリスタルを元に複製されたものだが、未来にはヴィブラニウムが枯渇していたために過去の世界で確保しようとしていた。
テレポートデバイス
マスターズ・オブ・イーブルの使う転送装置。
時空要塞スローン
マスターズ・オブ・イーブルの基地となっている宇宙船。
エボニーブレイド
モーガンを封印することができる魔剣。アーサー王とマーリンにしか引き抜くことができなかったが、なぜかマコトも引き抜くことができた。
テリジェンミスト
人間の遺伝子に変化を及ぼしスーパーパワーを与える謎の霧。
アティラン
月の裏側に浮かぶインヒューマンズの都市。

## スタッフ
『ディスク・ウォーズ:アベンジャーズ』と同様にマーベルはライセンス契約として携わっている。
- 原作 - マーベル・コミックス
- 監督 - 佐藤雄三
- エグゼクティブ・プロデューサー - Alan Fine、Dan Buckley、Joe Quesada、エディ・カックス
- 共同エグゼクティブ・プロデューサー - Stan Lee、C.B.Cebuiski、Cort Lane
- チーフ・プロデューサー - Yurika Araki Dennis、久保聡
- プロデューサー - 落合智、スコット・ドルフ
- キャラクター原案 - Stan Lee、Jack Kirby
- シリーズ構成 - キング・リュウ
- キャラクターデザイン - 梅原隆弘
- サブキャラデザイン - 吉川真一
- ヴィランデザイン - 箕輪豊
- プロップデザイン - 高秀国男、Oh Hyun-en
- 色彩設計 - 末永絢子
- 美術設定 - 杉山晋史
- 設定制作 - 齊藤由貴
- 副監督 - 石田暢
- アニメーションプロデューサー - 篠原昭
- アシスタントプロデューサー - 芦川真理子
- 音楽 - 高橋哲也
- 音響監督 - 小泉紀介
- ナレーション - 落合隼亮
- アニメーション制作 - マッドハウス
- 製作 - ウォルト・ディズニー・ジャパン

## 放映リスト
| 話数      | サブタイトル         | 脚本           | 絵コンテ        | 演出                                  | 作画監督                                                              | 総作画監督                | 放送日         |
| シーズン1 | シーズン1            | シーズン1      | シーズン1       | シーズン1                             | シーズン1                                                             | シーズン1                 | シーズン1      |
| --------- | -------------------- | -------------- | --------------- | ------------------------------------- | --------------------------------------------------------------------- | ------------------------- | -------------- |
| #1        | アベンジャーズを狙え | キング・リュウ | 佐藤雄三        | Eom Sang-yong                         | Woo Jin-woo                                                           | 梅原隆弘                  | 2017年 7月22日 |
| #2        | 絶望の赤いドクロ     | キング・リュウ | 川尻善昭        | Park Si-hu                            | Lee Bang-won Oh Hyun-ah                                               | 梅原隆弘 Woo Jin-woo      | 7月29日        |
| #3        | レッド・スカル争奪戦 | キング・リュウ | 川尻善昭        | Kang Hyeon-guk Seo Jung-ha            | Kang Hyeon-guk Seo Jung-ha                                            | 梅原隆弘                  | 8月5日         |
| #4        | マコトたちの反乱!?   | キング・リュウ | 佐藤雄三        | Kang Tai-sik                          | Lee Bang-won Hwang Il-jin                                             | Woo Jin-woo               | 8月12日        |
| #5        | 秘境都市クン・ルン   | 広田光毅       | 川尻善昭        | Park Jai-ik                           | Yoo Seung-hee Park Ga-young                                           | 梅原隆弘                  | 8月19日        |
| #6        | ヒーローの資格       | 坪田文         | 石田暢          | Kang Hyeon-guk Seo Jung-ha            | Kang Hyeon-guk Seo Jung-ha                                            | 梅原隆弘                  | 8月26日        |
| #7        | 来たぜ!デッドプール  | 竹内利光       | 青山弘          | Eom Sang-yong                         | Kwon Hyeok-jung                                                       | Woo Jin-woo               | 9月2日         |
| #8        | キャップの遠い過去   | キング・リュウ | 坂田純一        | Park Jai-ik                           | Yoo Seung-hee Park Ga-young                                           | 梅原隆弘                  | 9月9日         |
| #9        | W・ソルジャーの正体  | キング・リュウ | 川村賢一        | Park Si-hu                            | Lee Bang-won Oh Hyun-ah                                               | Woo Jin-woo               | 9月16日        |
| #10       | 王国を守りし黒ヒョウ | 坪田文         | 青山弘          | Eom Sang-yong                         | Kwon Hyeok-jung Ryu Seung-chul                                        | Woo Jin-woo Jang Kil-yong | 9月23日        |
| #11       | 謎のハルク暴走       | 広田光毅       | 川尻善昭        | Kang Tai-sik                          | Jang Kil-yong Hwang Il-jin                                            | Woo Jin-woo               | 9月30日        |
| #12       | ヒーロー規制法可決   | 広田光毅       | 川尻善昭        | Seo Sun-young Kim Jung-ho             | Kang Hyeon-guk Seo Sun-young                                          | 梅原隆弘                  | 10月7日        |
| #13       | 緑の怪物VS緑の巨人   | 竹内利光       | 川尻善昭        | Park Jai-ik Park Si-hu                | Yoo Seung-hee Park Ga-young                                           | 梅原隆弘 Woo Jin-woo      | 10月14日       |
| #14       | 止まれない超高速飛行 | 竹内利光       | 青山弘          | Kang Tai-sik                          | Hwang Il-jin Jeong Dae-woon Kim Eum-sun                               | Woo Jin-woo Jang Kil-yong | 10月21日       |
| #15       | もう一人の変身少女   | 坪田文         | 川村賢一        | Park Jai-ik                           | Yoo Seung-hee Park Ga-young                                           | 梅原隆弘                  | 10月28日       |
| #16       | W・ソルジャー救出戦  | キング・リュウ | 坂田純一        | 布施康之                              | Kang Hyeon-guk Seo Sun-young                                          | Jang Kil-yong             | 11月4日        |
| #17       | ヒドラの協力者を探せ | キング・リュウ | 川尻善昭        | Eom Sang-yong                         | Kwon Hyeok-jung Kim Seok-young Oh Hyun-ah                             | Woo Jin-woo               | 11月11日       |
| #18       | またかよデッドプール | 広田光毅       | 神志那弘志      | Park Si-hu                            | Lee Bang-won Kim Eum-sun Hwang Il-jin                                 | Jang Kil-yong             | 11月18日       |
| #19       | ロキを信じるのか!?   | 竹内利光       | 川尻善昭        | Kim Min-sun                           | Un Ik-hyun Jeong Dae-woon Shim Min-hyun                               | Woo Jin-woo               | 11月23日       |
| #20       | 『兄弟』の絆         | 竹内利光       | 渕上真          | 布施康之                              | Kang Hyeon-guk Seo Sun-young                                          | Um Ik-hyun                | 12月2日        |
| #21       | 最凶の征服者         | キング・リュウ | 外川慶          | Park Jai-ik                           | Park Ga-young                                                         | Yoo Seung-hee             | 12月9日        |
| #22       | 絶対要塞             | 坪田文         | 川尻善昭        | Kang Tai-sik                          | Kim Eum-sun Kwon Hyeok-jung Kim Seok-young                            | Woo Jin-woo               | 12月16日       |
| #23       | 時をかけるマコト     | 広田光毅       | 佐藤雄三        | Seo Sun-young Lee Lae-wook            | Seo Sun-young                                                         | Woo Jin-woo               | 12月23日       |
| #24       | バリア突破作戦!      | キング・リュウ | 坂田純一        | Park Si-hu                            | Hwang Il-jin Lee Bang-won Shim Min-hyun Jung Dae-woon                 | Um Ik-hyun                | 2018年 1月6日  |
| #25       | 運命の最終決戦!      | キング・リュウ | 川尻善昭        | Park Jai-ik                           | Park Ga-young                                                         | Yoo Seung-hee             | 1月13日        |
| #26       | 未来のアベンジャーズ | キング・リュウ | 川尻善昭        | Kim Min-sun                           | Kim Eum-sun Kim Seok-young Kwon Hyeok-jung                            | Um Ik-hyun                | 1月20日        |
| シーズン2 |                      |                |                 |                                       |                                                                       |                           |                |
| #1        | ヴィスコの反乱!?     | キング・リュウ | 真野玲          | Kang Tai-sik                          | Lee Bang-won Hwang Il-jin Sim Min-nyun                                | Um Ik-hyun                | 7月30日        |
| #2        | 潜入!闇オークション  | 広田光毅       | 清水健一        | Park Jai-ik                           | Park Ga-young                                                         | Yoo Seung-hee             | 8月6日         |
| #3        | ニャンと?ホークアイ  | 竹内利光       | 坂田純一        | Park Si-hu                            | Um Ik-hyun Lee Bang-won Park Sang-ho                                  | Woo Jin-woo               | 8月13日        |
| #4        | 怪獣の絵を描く少年   | 竹内利光       | 川尻善昭        | Seo Sun-young Lee Lae-wook            | Seo Sun-young Kwon Hyeok-jung                                         | Um Ik-hyun Jang Kil-yong  | 8月20日        |
| #5        | 怪獣大決戦!          | 竹内利光       | 川尻善昭        | Kang Tai-sik                          | Jang Kil-yong Lee Bang-won Kwon Hyeok-jung                            | Um Ik-hyun                | 8月27日        |
| #6        | 謎のミストと能力者   | 広田光毅       | 渕上真 佐藤雄三 | Park Si-hu                            | Lee Bang-won Hwang Il-jin Kwon Hyeok-jung Lee Min-bae                 | Um Ik-hyun                | 9月3日         |
| #7        | 悪の組織AIMを探せ    | キング・リュウ | 坂田純一        | Park Jai-ik                           | Yoo Seung-hee                                                         | Park Ga-young             | 9月10日        |
| #8        | 複製!?正義のパワー   | 広田光毅       | 川村賢一        | Kim Tai-jin                           | Seo Sun-young Hwang Seong won Baek Yeon-joo                           | Woo Jin-woo               | 9月17日        |
| #9        | インヒューマンズ参上 | キング・リュウ | 清水健一        | Kim Min-sun                           | Hwang Il-jin Sim Min-nyun Park Sang-ho                                | Woo Jin-woo               | 9月24日        |
| #10       | 月面都市アティラン   | 広田光毅       | 坂田純一        | Park Jai-ik                           | Park Ga-young                                                         | Yoo Seung-hee             | 10月1日        |
| #11       | 対決!ブラックボルト  | キング・リュウ | 川尻善昭        | Kim Eum-sun                           | Kim Seok-young Lee Bang-won                                           | Woo Jin-woo Jang Kil-yong | 10月8日        |
| #12       | 進軍!マクシマス艦隊  | キング・リュウ | 川尻善昭        | Lim jin-wook                          | Seo Jung-ha Hwang Seong won Kim Seong-bum                             | Um Ik-hyun                | 10月15日       |
| #13       | 戦いの果てに         | キング・リュウ | 佐藤雄三        | Um Sang-Yong Park Si-hu Kim Sang-yeob | Kim Eun-sun Kwon Hyeok-jung Kim Seok-young Lee Bang-won Jang Kil-yong | Woo Jin-woo               | 10月22日       |

## 放送局・配信
| 放送期間                                                                                      | 放送時間                                                                  | 放送局       | 対象地域 | 備考                      |
| --------------------------------------------------------------------------------------------- | ------------------------------------------------------------------------- | ------------ | -------- | ------------------------- |
| 2017年7月22日 - 2018年1月20日 2018年7月30日 - 10月22日                                        | 土曜 8:00 - 8:30 月曜 18:00 - 18:30                                       | Dlife        | 日本全域 | BS放送                    |
| 2017年10月2日 - 2018年3月26日                                                                 | 月曜 19:30 - 20:00                                                        | TOKYO MX     | 東京都   |                           |
| 2017年10月27日 - 2018年5月25日 2018年9月14日 - 9月28日 2018年10月5日 - 11月30日 2018年12月7日 | 金曜 15:00 - 15:30 金曜 20:00 - 20:30 金曜 17:30 - 18:00 金曜 7:30 - 8:00 | ディズニーXD | 日本全域 | CS放送 リピート放送あり。 |

| 配信期間                                               | 配信時間                       | 配信サイト       | 備考                                       |
| ------------------------------------------------------ | ------------------------------ | ---------------- | ------------------------------------------ |
| 2017年7月22日 - 2018年1月20日 2018年7月30日 - 10月22日 | 土曜 8:30 更新 月曜 18:30 更新 | Dlife 見逃し配信 | BS放送終了後、翌週放送開始まで無料視聴可能 |